# Mælkebedømmelse
|  | Denne artikel er oprettet af botten Steenthbot ud fra en ekstern database. Den kan derfor have sproglige fejl eller mangler. Denne skabelon kan fjernes efter kontrol af indholdet. |

Mælkebedømmelse er en dansk dokumentarfilm fra 1962.

## Handling
Filmen viser udtagning af mælk på mejeri og følger to prøver gennem en række undersøgelser.